# Circuito ferroviario di prova di Bologna San Donato

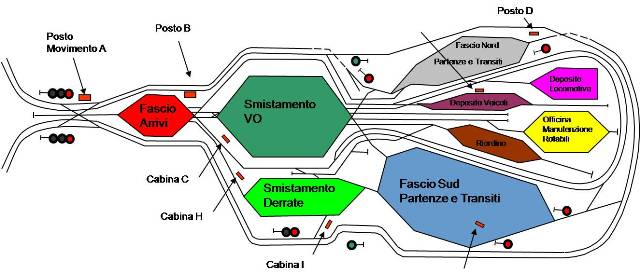
Rappresentazione schematica dello scalo di Bologna San Donato

Il circuito ferroviario di prova di Bologna San Donato è un circuito ferroviario dedicato a prove e collaudi di materiale rotabile. Si trova a Bologna, a sud del rione Pilastro, nel quartiere San Donato. Si estende dalla Tangenziale di Bologna fino al territorio comunale di Castenaso. A ovest è collegato alla linea di cintura di Bologna tramite due raccordi, nord e sud.
L'impianto era stato attivato nel 1942 come scalo merci di Bologna San Donato, e fu per decenni la maggiore stazione di smistamento ferroviaria italiana per dimensioni e traffico di merci, e una tra i maggiori al mondo. Era composto da 4 fasci principali che dal punto di vista dimensionale occupavano una lunghezza totale di 4 km: fascio arrivi, fascio direzioni, fascio partenze nord e fascio partenze sud, inoltre, allacciati ai fasci principali, vi sono i fasci secondari: binari del deposito locomotive, fascio Riparandi per OMV, fascio Riordino, binari Omnia L., binari assegnati al servizio Lavori. Ogni fascio binari in origine era retto da dirigenza locale come stazione a sé in quanto il movimento era gestito da altrettanti Dirigenti Locali. Successivamente tutti i movimenti dei treni all'interno della stazione sono comandati dalle Cabine "A" e "B".

## Storia

### Marzo 1911: il piano regolatore ferroviario di Bologna
Alla Esposizione Internazionale di Torino vengono presentati i piani regolatori ferroviari per la sistemazione e l'ampliamento di 53 stazioni italiane. Tra essi c'è anche quello di Bologna, redatto nel 1908. Vengono qui gettate le basi per una serie di lavori che saranno effettuati soprattutto dopo la Grande Guerra. Lo sviluppo del traffico e la messa in cantiere della Direttissima Bologna-Firenze consiglierà inoltre lo spostamento del traffico merci fuori dallo scalo centrale tramite una linea di cintura dedicata e la costruzione dello scalo merci in San Donato.
Fino alla fine degli anni trenta lo scalo merci in uso resta quello di Bologna Ravone, posto nelle immediate vicinanze a ovest della stazione centrale. Ma l'incremento di traffico richiese uno scalo ben maggiore per cui nel 1941 si decise di costruirne uno nuovo e mantenere Bologna Ravone solo per i carichi minori e di derrate alimentari, essendo esso attiguo allo scalo di Bologna Arcoveggio che serviva l'adiacente mercato ortofrutticolo.

### 1942: l'inizio delle attività dello scalo ferroviario di San Donato (chiamato Stazione Nuova)
È ultimato il nuovo scalo ferroviario di San Donato. Il parco ferroviario, destinato alle merci, occupa un'area pari a quella dell'intero centro storico.

### 7 aprile 1944: il bombardamento della Stazione Nuova di San Donato Militare
Il 7 aprile 1944 (venerdì santo), lo scalo ferroviario di San Donato, che gli statunitensi chiamavano la Stazione Nuova, fu bombardato. Parteciparono all'attacco 130 bombardieri Liberator, che sganciano quasi 5000 bombe da 100 libbre. Le vittime civili furono oltre 30; furono colpiti numerosi edifici e fabbricati della periferia. L'attacco alle attrezzature ferroviarie di Bologna, San Ruffillo, Borgo Panigale e Castelmaggiore sarà ripetuto a più riprese nei mesi di maggio e giugno.
Sarà preso nuovamente di mira dai bombardamenti alleati negli anni successivi, due formazioni di fortezze volanti americane (51 aerei appartenenti al 97° e al 99° Bomb Group del 5. Wing), partite dalle loro basi in Algeria, scaricano 150 tonnellate di bombe sullo scalo ferroviario di Bologna, considerato "the most important railway centre in Italy". Numerose cadono anche sul centro della città., queste operazioni seguiranno fino alla fine della seconda guerra mondiale.
Alla fine della guerra la ricostruzione dello scalo fu rapidissima, già nel 1946 lo scalo era di nuovo operativo.

### Dagli anni 1970 in poi
Negli anni 1970, in coincidenza con la massima espansione del traffico merci su rotaia, lo scalo San Donato fu ampliato con aggiunte di binari nel fascio destinazioni e partenze. 
Purtroppo a partire dagli anni 1980, con l'incremento del traffico merci su gomma il volume del traffico merci in transito ha subito un ridimensionamento, e di conseguenza anche la consistenza del personale. Sono stati automatizzati alcuni posti di blocco per il movimento veicolare, e sebbene la struttura oggi sia sostanzialmente quella di 35 anni fa, la “vita” non è più quella di un tempo e ciò lo si evince subito dai convogli spinti dalla sella di lancio, molto meno frequenti che un tempo, in cui erano praticamente continui.
Dalla seconda metà degli anni ottanta lo scalo è stato al centro di un profondo processo di rinnovamento tecnologico, che ha portato all'automazione della Sella di lancio “Derrate” nel febbraio 1987, con l'entrata in esercizio della cabina H, e della sella V.O. nel dicembre del 1993, con l'attivazione della nuova cabina C, che ha sostituito il vecchio apparato oleodinamico. Da tale automazione sono rimasti esclusi i primi 10 binari del Fascio Direzioni, utilizzati per il ricovero di materiale riparando o demolendo.
Contestualmente a tali iniziative, sul finire degli anni ottanta si è iniziata la progettazione del Sistema Informativo locale, entrato in esercizio nell'aprile del 1992 ed interfacciato con i Sistemi Operativi di governo del lancio e con il sistema di Controllo Centralizzato Rotabili nazionale (C.C.R.), allora in uso. Il 10 gennaio 1996 veniva poi attivato l'A.C.E.I.T. lato estrazioni della cabina B, che ha portato alla soppressione di due cabine A.C.E., ormai obsolete, e di numerosi posti di deviatori a terra. Questa importante opera di innovazione tecnologica veniva completata il 28 ottobre 1999, con la centralizzazione di entrambi i Fasci Partenze; anche in questo caso sono state eliminate due cabine A.C.E. ed alcuni posti da deviatore. L'apparato controlla circa 250 deviatoi elettrici e gestisce centinaia di differenti istradamenti di manovra ed itinerari di treni, sia in arrivo che in partenza. La Cabina B, unitamente alla cabina A e alla cabina I, costituiscono il “cuore” dell'impianto per quanto riguarda tutti i movimenti di treni e manovre, ad eccezione dei selezionamenti a gravità, governati dalle cabine C e H.
Dal 3 gennaio 2007 il Sistema Operativo è stato staccato dal Sistema Informativo che è stato sostituito da SIR (Sistema Impianti e Rotabili). Questo è stato un passaggio obbligato a causa della impossibilità di gestire la mole di trasmissioni e dati richiesti dai nuovi standard con una attrezzatura pensata negli anni 80.

### Linea di circonvallazione e servizio navettaLe Corsette
La linea di circonvallazione serve principalmente per l'uscita dei convogli dallo scalo. Fino ad alcuni anni fa veniva utilizzata anche per un servizio navetta atto a trasportare il personale (ferrovieri, squadre operative, polfer, ecc.) all'interno dei vari posti. Il servizio era composto da una elettromotrice ALe 883, cadenzata ogni 60 minuti nell'arco delle 24 ore, che metteva in collegamento lo scalo San Donato con la stazione di Bologna Arcoveggio e al "capolinea" Tronchetto, adiacente a Bologna Centrale. Questo servizio era chiamato le Corsette. Il servizio oggi non è più attivo, sostituito da mezzi su gomma.

### Da scalo merci a circuito di prova
Lo scalo merci vide un progressivo declino del traffico già a partire dagli anni 1990, principalmente per la diversa politica aziendale, che iniziò a favorire il trasporto merci su treni completi e l'utilizzo degli interporti. Le selle di lancio dello scalo furono chiuse nel 2012; da quel momento, lo scalo rimase frequentato unicamente da alcuni treni che eseguivano manovre di ricomposizione, e divenne presto un deposito di rotabili in attesa di demolizione.
A inizio 2018 fu presa la decisione da parte di RFI di sfruttare parzialmente il circuito di circolazione esterna per istituire un percorso ferroviario chiuso, costituito da un ovale di circa 6 km di percorso, da adibire a circuito ferroviario di prova. Il primo treno percorse il nuovo circuito di prova il 15 ottobre 2018.

## Strutture e impianti

### Circuito
Il circuito percorre la linea di Circolazione Esterna Nord del precedente scalo di smistamento; sul lato ovest, in prossimità delle selle di lancio, è stata realizzata una curva di raggio 200 m, in rilevato, al fine di chiudere l'anello. La curva taglia gli ex fasci "VO" e "Derrate".
L'anello del circuito misura complessivamente 5759 m, di cui circa 2000 m a doppio binario. Le rotaie sono di tipo UNI 60. L'alimentazione elettrica è a 3 kV in corrente continua.
La velocità massima sul circuito è di 120 km/h, innalzabili a 140.
Il circuito permette di effettuare le corse prova dei nuovi rotabili senza impegnare le linee ferroviarie tradizionali; consente inoltre di testare rotabili che non hanno ancora ricevuto il certificato di ammissione in servizio da parte dell'Agenzia Nazionale per la Sicurezza delle Ferrovie, poiché il circuito risulta esterno all'infrastruttura ferroviaria nazionale.

#### Raccordo con la linea di cintura
L'ex scalo merci era raccordato alla linea di cintura bolognese in maniera tale che i convogli partano verso est facendo poi una larga curva a 180 gradi che li riporta nella stessa direzione di arrivo. Da lì possono essere instradati sulla linea di riferimento che può essere Bologna San Ruffillo "UF" per la linea Firenze, di Mirandola "MD" per la linea Ancona, Castel Maggiore "CM" per la linea Padova, Tavernelle "VL" per la linea Verona e Lavino "LV" per la linea Milano. Per questo motivo lo scalo di smistamento non può essere definito di testa.

### Sistema operativo dell'ex scalo
I due sistemi operativi di controllo del lancio sono equipaggiati da una coppia di elaboratori gemelli (Siemens R30 per il Fascio direzioni Derrate, Siemens M70 per il Fascio direzioni V.O) che lavorano in configurazione “hot backup”, con costante trasferimento dei dati dall'elaboratore attivo a quello passivo, che è sempre pronto a subentrare al primo in caso di guasto.
L'elaboratore attivo gestisce tutte le periferiche di sistema, quali i terminali utente, i radar tachimetrici, le fotocellule, l'anemometro, la pesa elettronica e, naturalmente, tutto l'apparato frenante. I sistemi operativi dopo il passaggio a SIR necessitano di operazione di data entry.
Le operazioni di lancio si svolgono in modo conseguente e razionale: la colonna dei rotabili da smistare, i cui tenditori sono stati preventivamente allentati in corrispondenza dei punti di taglio, avanza verso la sella; qui avviene il completo distacco dei ganci di trazione ad opera di un agente in possesso del bollettino di lancio emesso dal SIR; i rotabili liberi discendono la rampa e ne vengono rilevati alcuni valori particolarmente critici (peso, velocità, ecc.ecc.). Vengono altresì rilevate costantemente le principali variabili ambientali, quali la temperatura e l'umidità dell'aria, la direzione e la velocità del vento.
L'apparato frena i veicoli in due fasi successive, rilevando la velocità di uscita dal freno principale per tarare l'azione dell'unico stadio di frenatura secondario. Il sistema “mira” eventuali veicoli in sosta nel binario (viene infatti definito, gergalmente, “tiro al bersaglio”), consentendo di contenere la velocità di accosto in valori massimi di 1,5 metri al secondo; ciò garantisce la massima sicurezza ed integrità dei veicoli e della merce trasportata.

### Ex scalo
- Linea di circolazione (5)
- Fascio arrivi - 26 binari (6)
- due selle di lancio (9)
- due fasci direzioni - VO: 42 binari di cui 10 del lato nord sono tronchi, e DE: 21 binari (10)
- Fascio partenze nord (Posto D) - 24 binari (13)
- Fascio partenze sud (Posto E) - 25 binari (12)

Tutto lo scalo era racchiuso dentro una linea periferica di circolazione (5) a doppio binario connessa anch'essa con la linea di cintura di Bologna (1) all'inizio del fascio arrivi (6). I treni arrivavano a questo primo fascio composto da 26 binari; poi venivano sezionati secondo le singole destinazioni dei carri merci e spinti verso due selle di lancio (9). I carri in movimento libero giungevano nel secondo gruppo di fasci binari, i due fasci direzioni (10), composti da un totale di 62 binari e suddivisi in tre gruppi paralleli: 10 binari tronchi e 41 binari in uso nel fascio VO, e 21 binari nel secondo fascio direzioni denominato DE. In questi fasci si formavano i convogli suddivisi per destinazione. Essi venivano poi portati nei due fasci partenze nord (13) e sud (12), composti rispettivamente da 24 e 25 binari. Da qua i treni venivano istradati sulla linea di circolazione (5) dopo avere compiuto una larga curva a 180°, e poi di nuovo sulla linea di cintura (1).

## Movimento
La gestione del movimento (traffico ferroviario) all'interno dello scalo era organizzato su 9 postazioni:
- Cabina A (3)
- Posto B lato nord (7)
- Posto B lato sud (8)
- Cabina C (11)
- Cabina H (11)
- Posto D (17)
- Posto E (16)
- Riordino (14)
- Squadra Rialzo (15)
- Deposito Locomotive (18)

### Cabina A

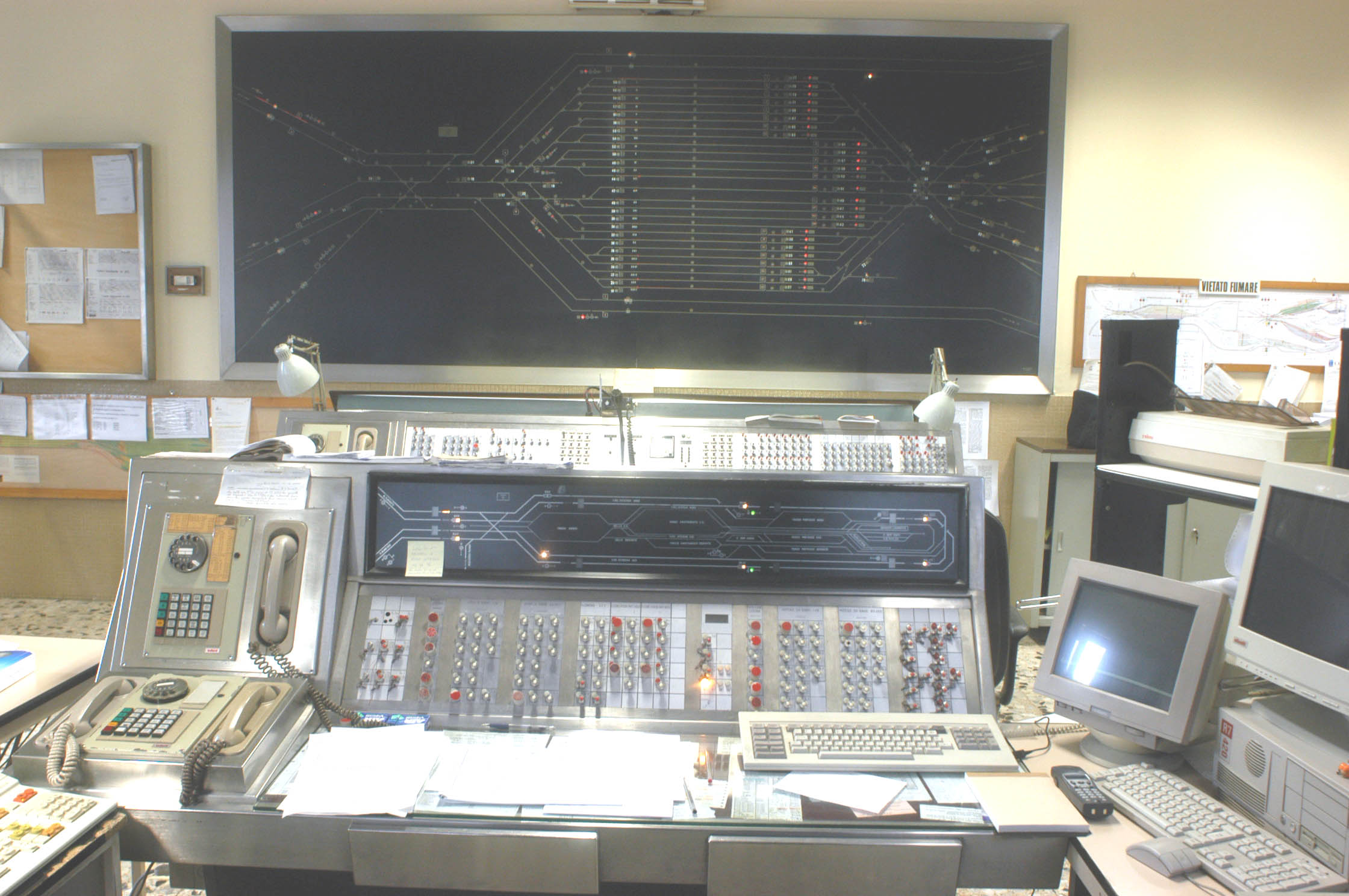
Cabina "A" Apparati

Tutti i convogli accedono allo scalo merci di Bologna San Donato esclusivamente dalla linea di cintura (1) tramite due raccordi a doppio binario (2): uno per arrivi e partenze nord (direzioni Pistoia, Milano, Verona e Padova) ed uno per arrivi e partenze sud (direzioni Ancona e Firenze). I due raccordi confluiscono a quello che di fatto è l'accesso allo scalo: la Cabina A(3). Essa è dislocato nelle immediate adiacenze del ponte sopra la tangenziale nord di Bologna. Nell'angolo sud-est della stessa vi è anche la Cabina primaria San Donato (4): la sottostazione elettrica che alimenta tutto lo scalo. La Cabina A è di fatto una cabina di comando e protezione (posto di blocco) dei transiti dei treni in entrata e uscita. Dagli scambi della Cabina A si aprono tre direttrici: quella centrale, che porta ai 26 binari del fascio arrivi, e le due laterali più esterne, che sono i binari della linea di circolazione (5) a doppio binario.

### Posto B

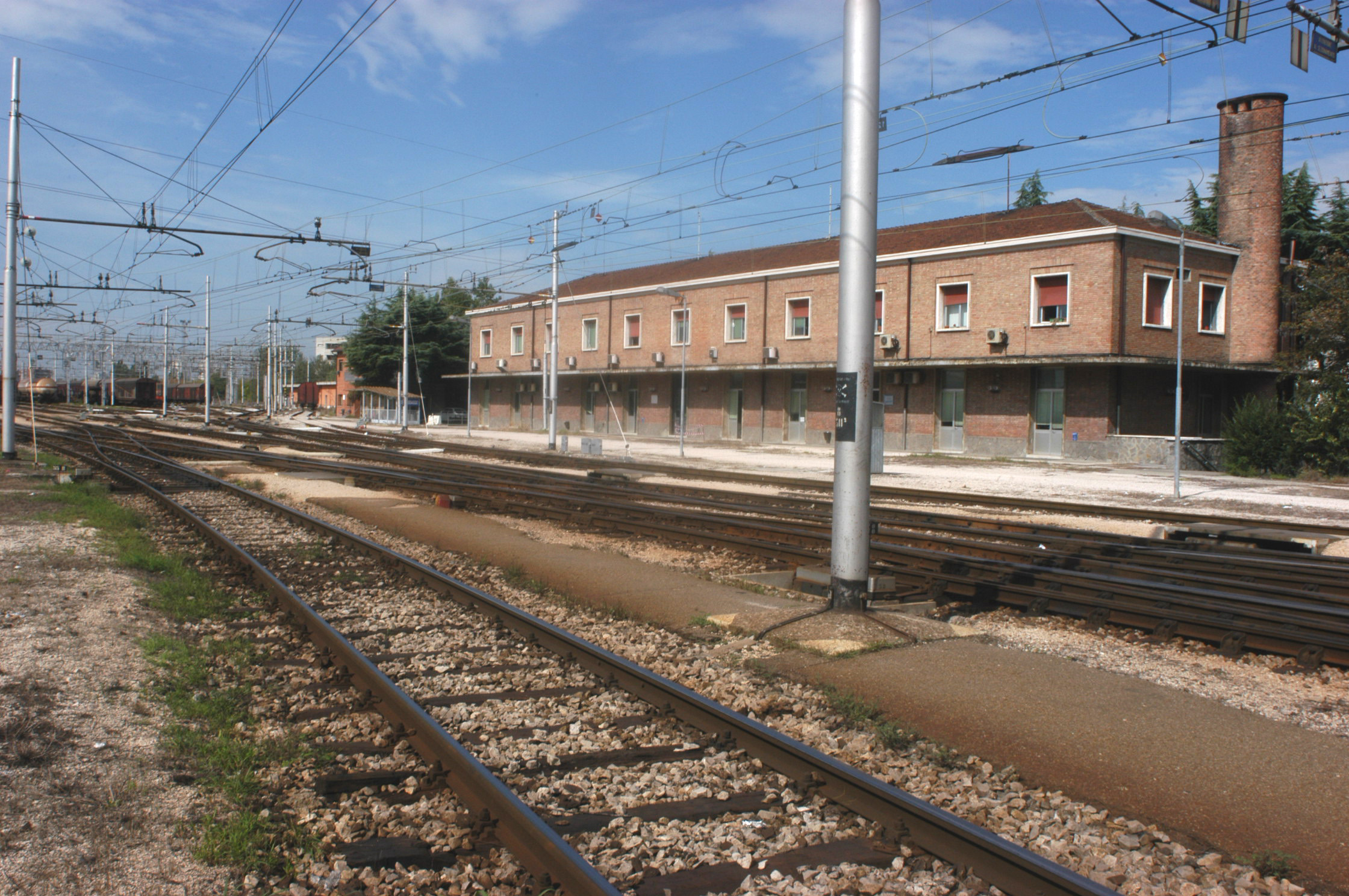
Posto B

Al termine del fascio arrivi (6), i binari convergono verso le selle di lancio (9).
Queste sono discese di qualche decina di metri di dislivello, che grazie alla forza di gravità, indirizzano i veicoli ferroviari (precedentemente sganciati e spinti con locomotiva da manovra) nei rispettivi binari dei Fasci Direzioni.
L'insieme dei due fasci direzioni vengono anche chiamati "Parigina" perché proprio nella capitale francese fu attivato il primo impianto di questo genere. Fino ad allora i carri venivano indirizzati nel fascio direzioni a spinta inerziale.
In prossimità della sella di lancio vi è il Posto B suddiviso in due parti:

#### Posto B Lato Nord
È la sede ove risiedono le strutture di Trenitalia Cargo (competenza su formazione treni, verifica, programmazione trasporti, coordinamento lavorazioni e smistamento, attribuzione locomotive ecc.) e RFI (competenze su movimento, manovra, lavori, IE, IS ecc.).

#### Posto B Lato Sud

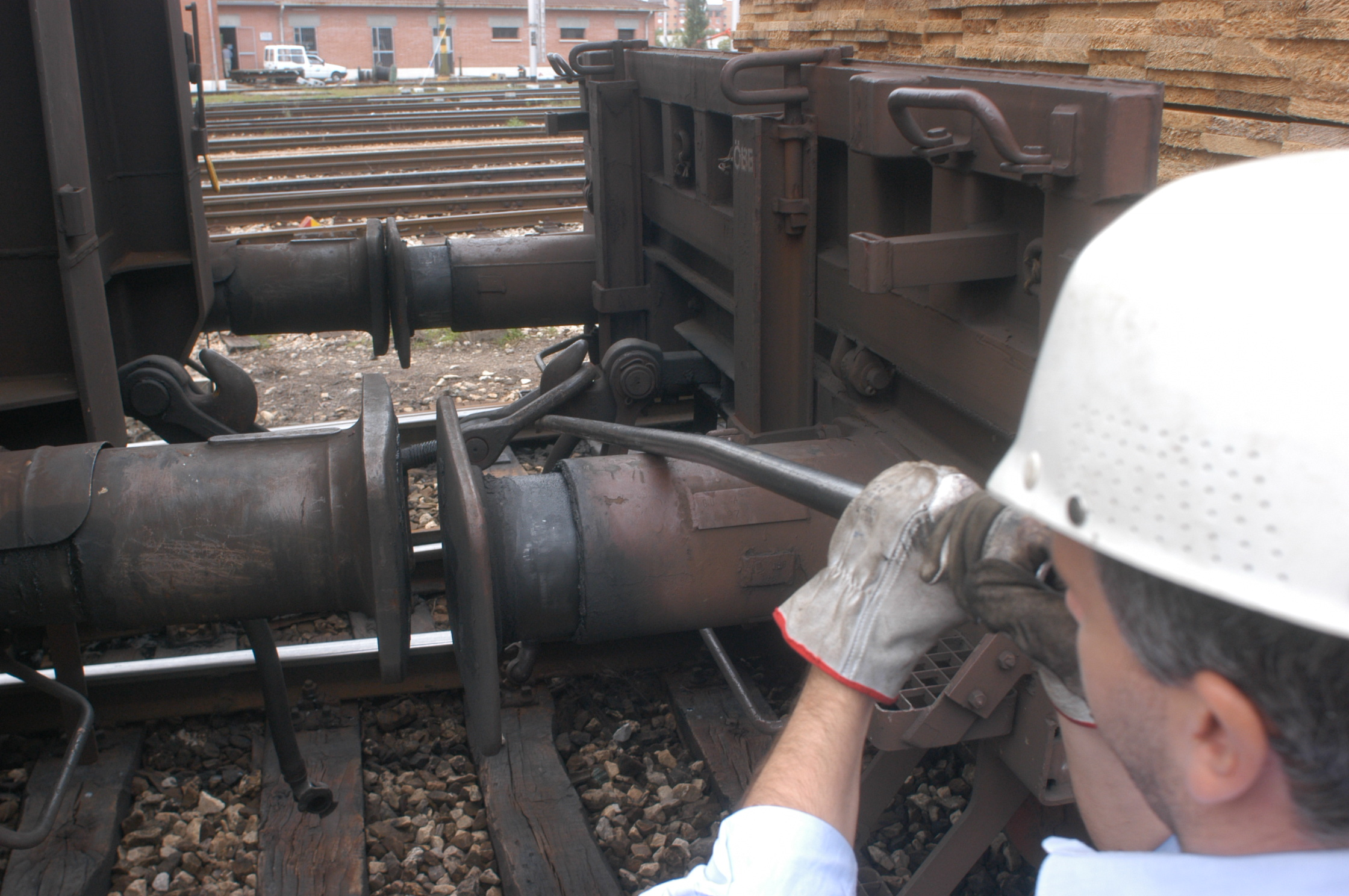
Manovra di lancio, taglio della colonna

Vi era un tempo, ora queste attività sono state sospese o spostate al Posto B (lato Nord), ad esempio l'ufficio che assegnava i servizi (i turni dei ferrovieri) oppure la sede della Polfer (Polizia ferroviaria), inoltre vi era anche la sede della verifica (controllo dei veicoli agli arrivi) che ora invece è accentrata al posto E.

### Posto C e Fascio Direzioni

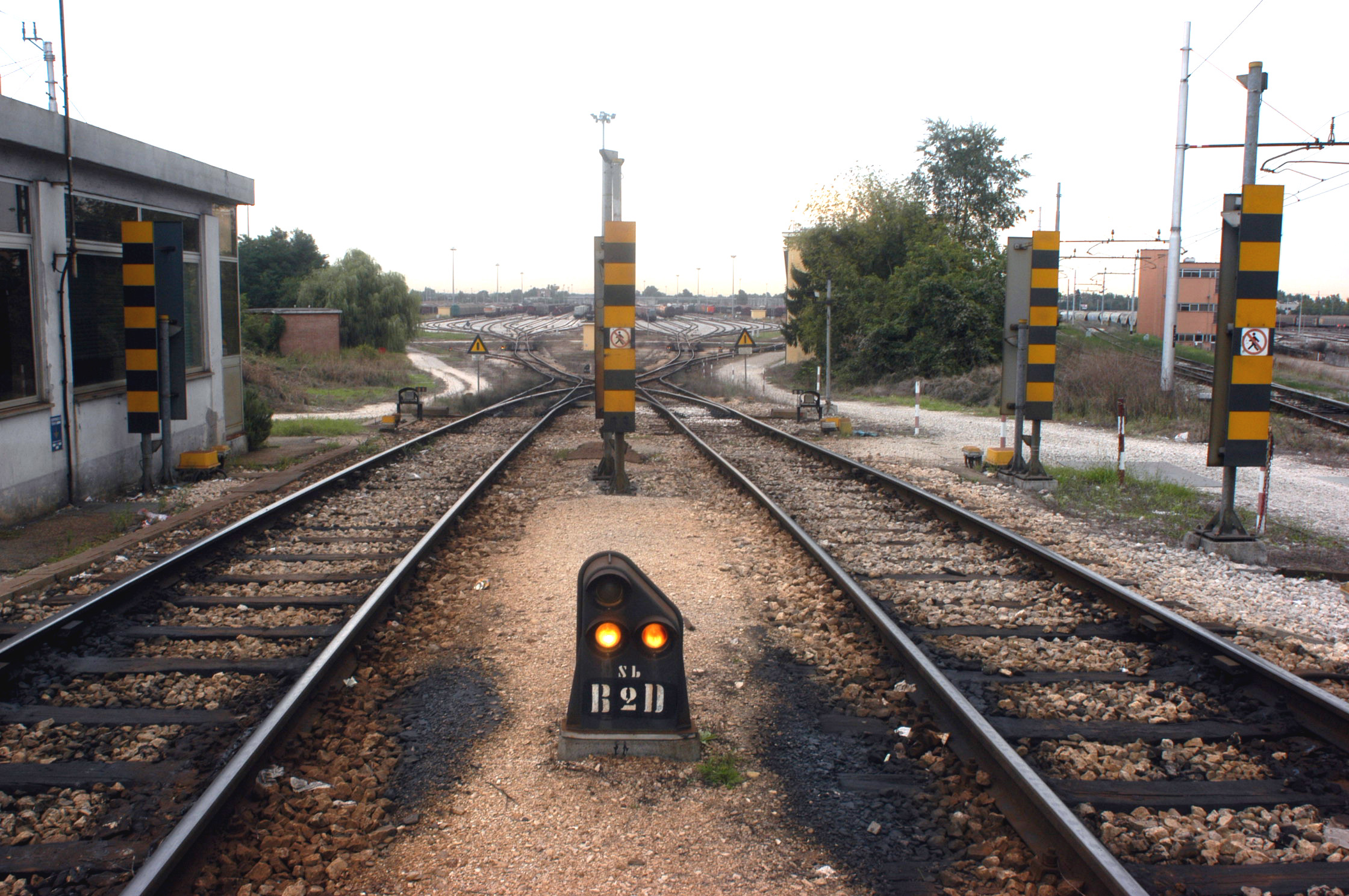
Vista della sella VO

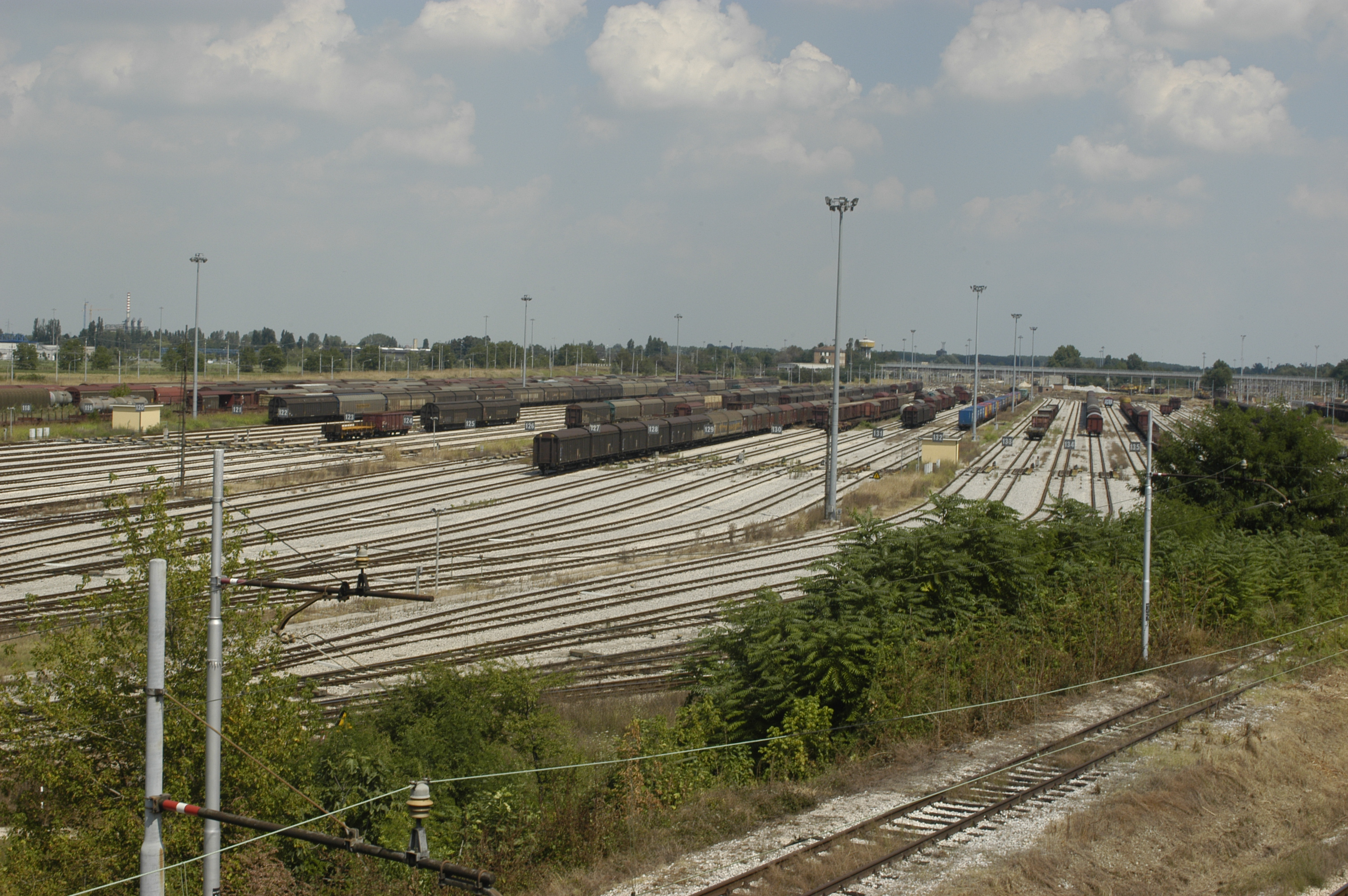
Vista del fascio VO

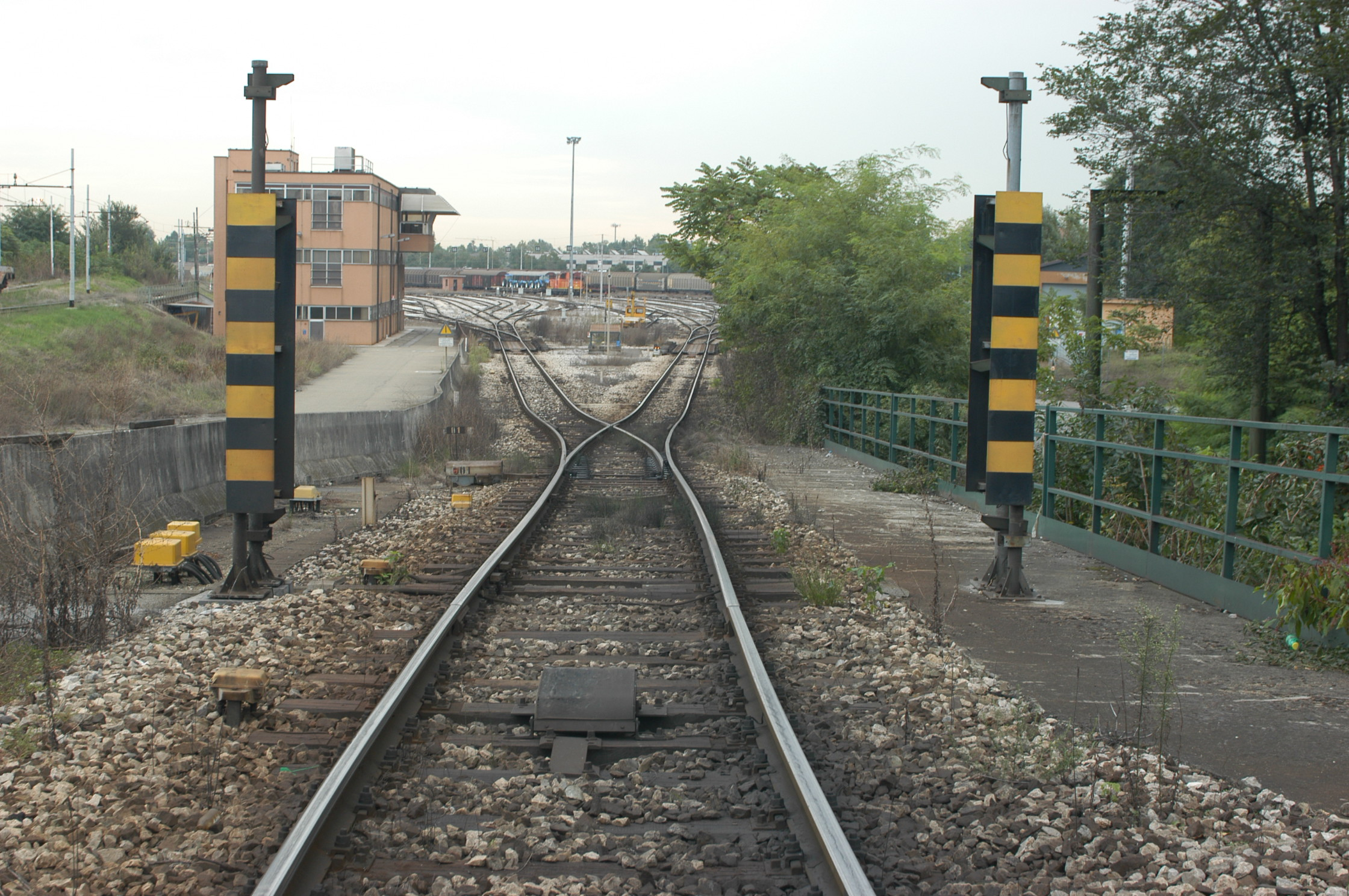
Vista della sella DERRATE

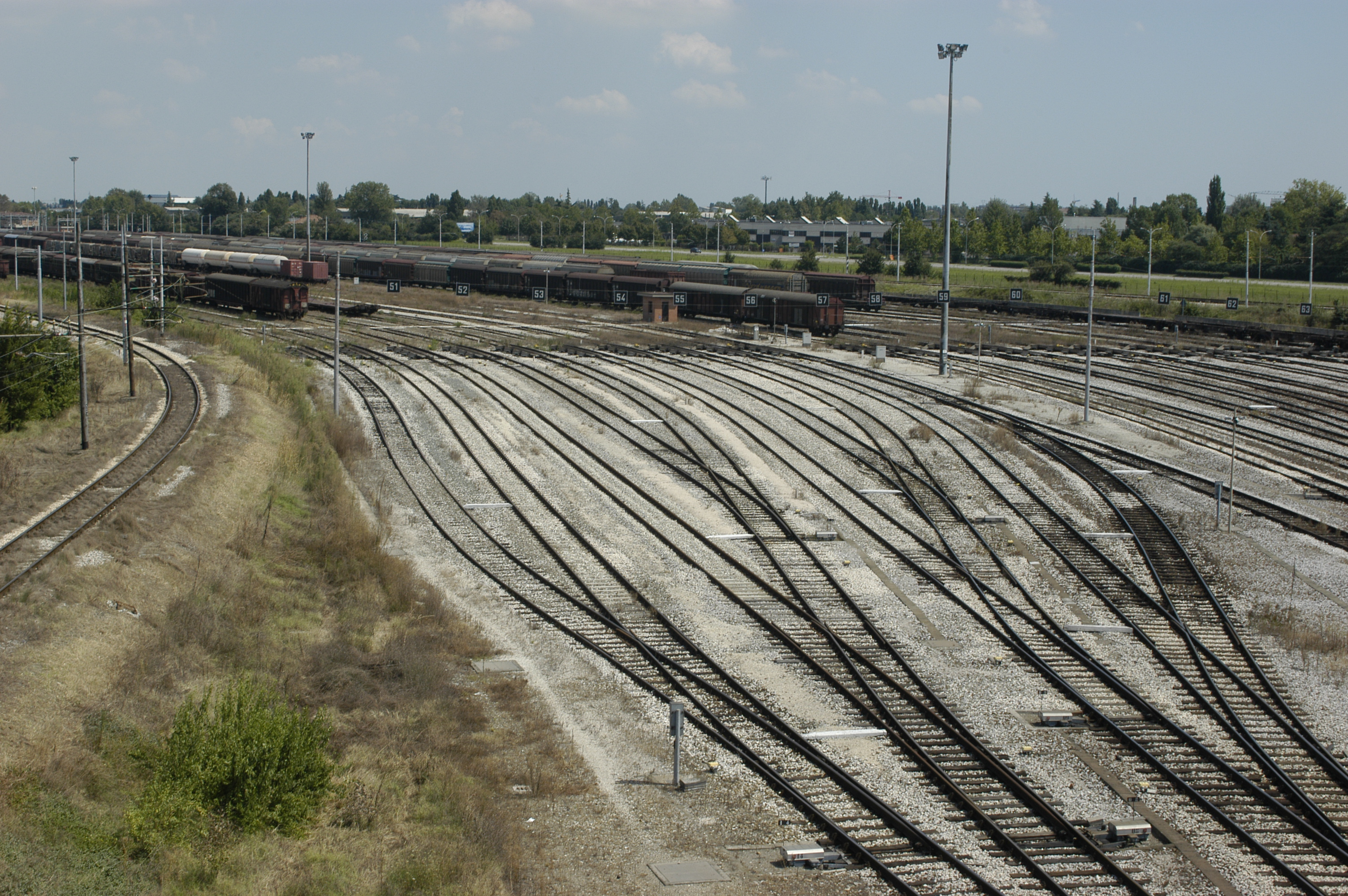
Vista del fascio DE

I carri in movimento libero dalla sella di lancio, vengono opportunamente diretti al binario di competenza (BINARIO DIREZIONE) rallentati da speciali freni per poi andare a comporre i convogli di destinazione. Il tutto è gestito da un operatore che opera con l'ausilio di un sistema operativo Siemens e informativo SIR/ SIRWEB.
Le operazioni di selezione avvengono nel FASCIO DIREZIONI che è composto di due fasci distinti.
- FASCIO VO (10) (significato originale Velocità Ordinaria): ha a disposizione 42 binari. Dal binario 101 al 110 non vi sono apparecchiature frenanti e attualmente sono tronchi lato ovest, dal 111 al 142 invece sono passanti e pienamente operativi.
- FASCIO DE (10) (significato originale Derrate): ha a disposizione 22 binari. Dal 251 al 272 sono passanti e pienamente operativi.

In origine vi era una attribuzione statica delle direzioni/binari, attualmente invece si applica una attribuzione dinamica della direzione a seconda della percentuale di utilizzazione e completamento.
In prossimità della convergenza dei fasci di binari, vi è il Posto C. 
Qua si trovano i manovratori addetti alla composizione dei treni.

### Posto D
A est del Posto C vi sono i due fasci partenze. Quello situato più a nord (12) è formato da 25 binari e accoglieva i convogli pronti a partire per le linee Firenze e Ancona, per questo era chiamato anche fascio sud.
Attualmente tutte le attività sono state spostate al Posto E.
Il fascio ora è utilizzato per accantonamento materiali composti di veicoli riparandi od in sosta prolungata.

### Cabina B

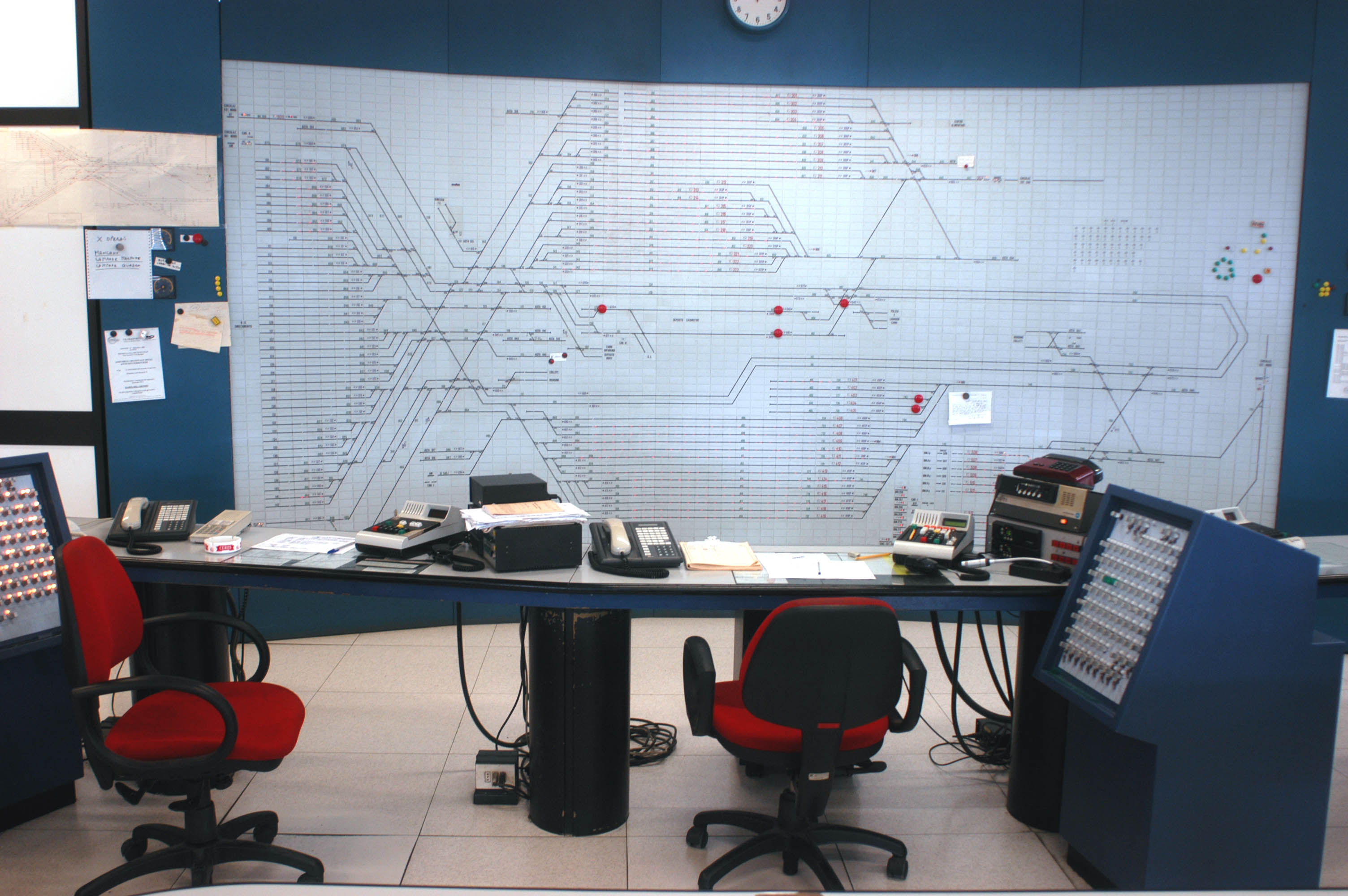
Cabina "B" Apparati

I movimenti di manovra e tutte le operazioni di movimento riguardanti i treni in partenza sono comandati dall cabina "B".

### Posto E
L'altro fascio partenze (13), localizzato nella parte più a sud dello scalo e composto da 24 binari, è dedicato alla partenza per i treni per le linee Firenze, Ancona, Milano, Verona e Padova. Analogamente al fascio precedente, si chiama fascio nord, anche se ora vi sono stati spostate anche le direzioni SUD. È coordinato dal Posto E, questi è presenziato da personale sia di TRENITALIA che di RFI che operativamente danno seguito alla programmazione delle lavorazioni avvenuta al Posto B e/o cab C. Analogamente al caso precedente, quando un convoglio parte percorre una larga curva di 180º verso nord e poi tramite la circolazione esterna (5), si porta in cintura (1).

### Riordino
Al centro del fasci partenze vi sono 3 unità operative e ricovero: quella più a ovest è il grande capannone del riordino (14), pronto ad intervenire qualora ci sia un veicolo con la merce assicurata in maniera non idonea e atta a creare pericolo per la circolazione (come ad esempio un fascio di legname o travature metalliche spostatesi causa lacerazione di un tirante).

### Squadra Rialzo

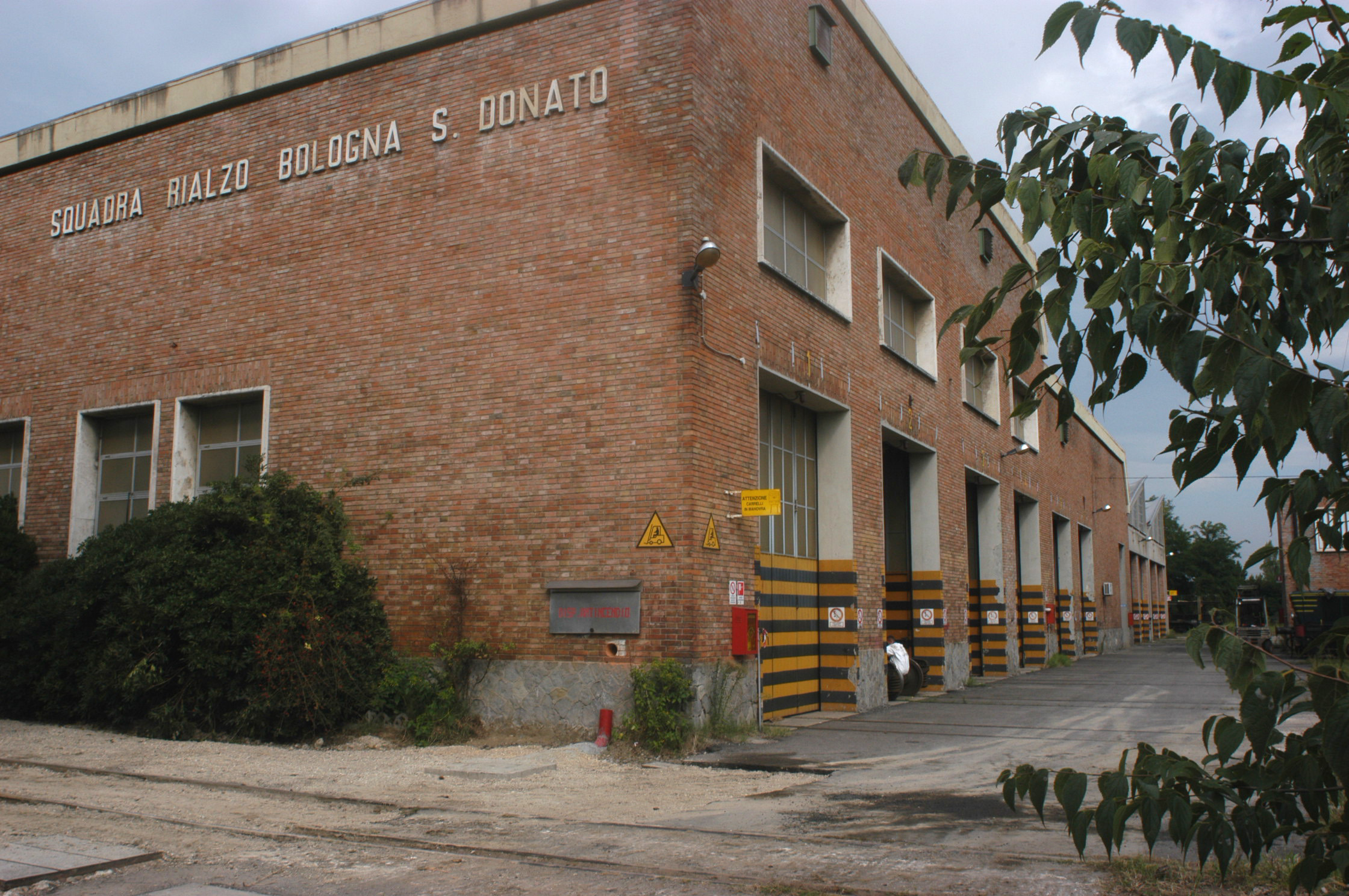
Il fabbricato della OMV

Poco più a est troviamo la Squadra Rialzo definita anche come "OMV" (Officina manutenzione veicoli) oppure come "OMR" (Officina manutenzione rotabili). (15) 
Questa struttura è incaricata di eseguire le manutenzioni e le riparazioni dei veicoli adibiti al trasporto merci. Gli interventi che possono essere fatti sono ad esempio quelli sull'impianto frenante, sul telaio, cassa, porte ecc.

### Deposito locomotive

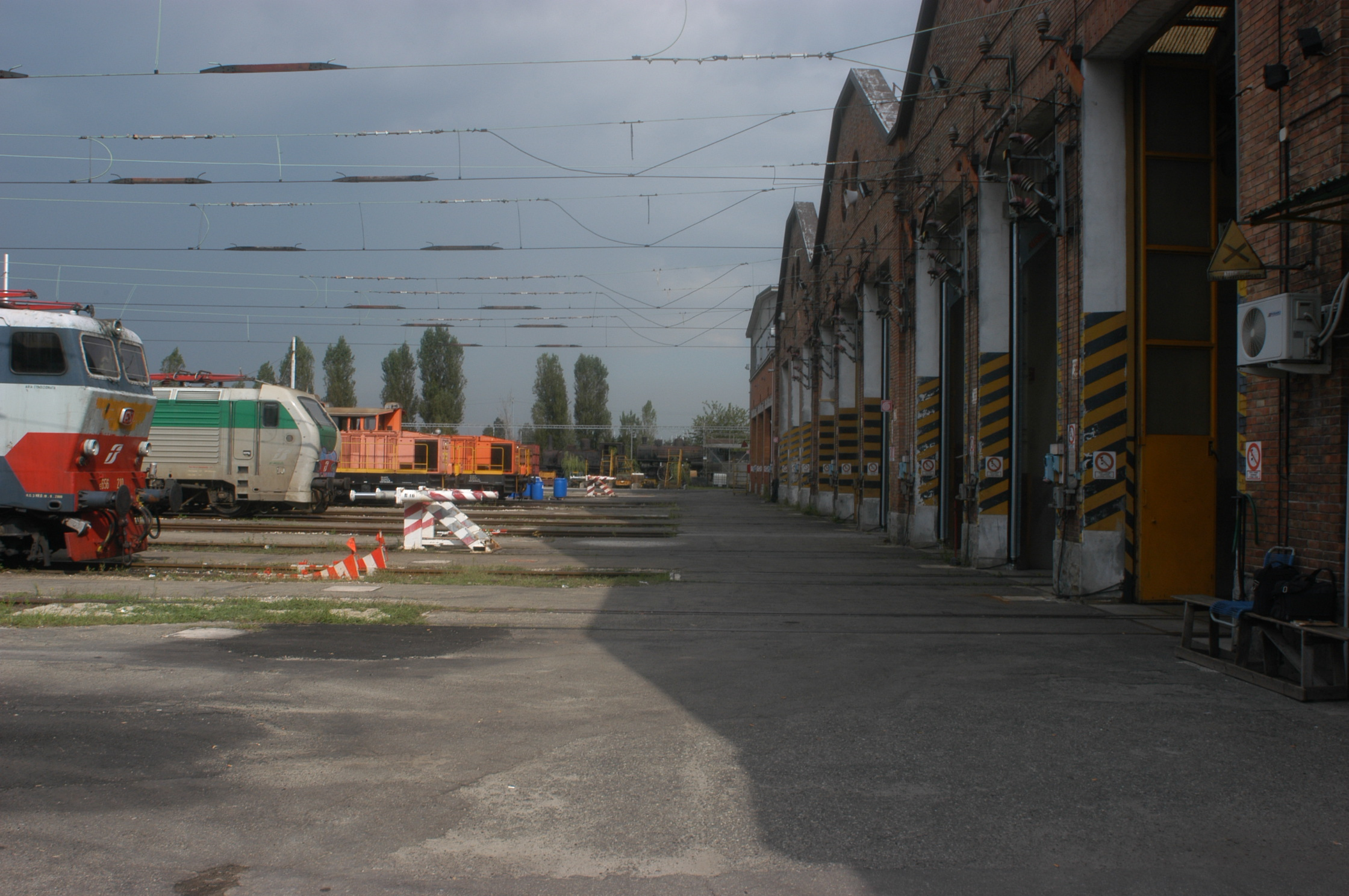
Il deposito locomotive

All'estremità est dello scalo si trova il deposito locomotive (18). Come lascia chiaramente intendere il nome esso è il ricovero e la struttura manutentiva dei locomotori destinati al traino dei convogli. Dal Deposito Locomotive vengono messi a disposizione, con caratteristiche compatibili alle linee da percorrere e alla massa del convoglio, i mezzi di trazione per l'effettuazione dei treni in partenza.